# Arvid Posse
Bá tước Arvid Rutger Fredriksson Posse (15 tháng 2 năm 1820 – 24 tháng 4 năm 1901) là Thủ tướng Thụy Điển từ năm 1880 đến năm 1883.